# 怡景路

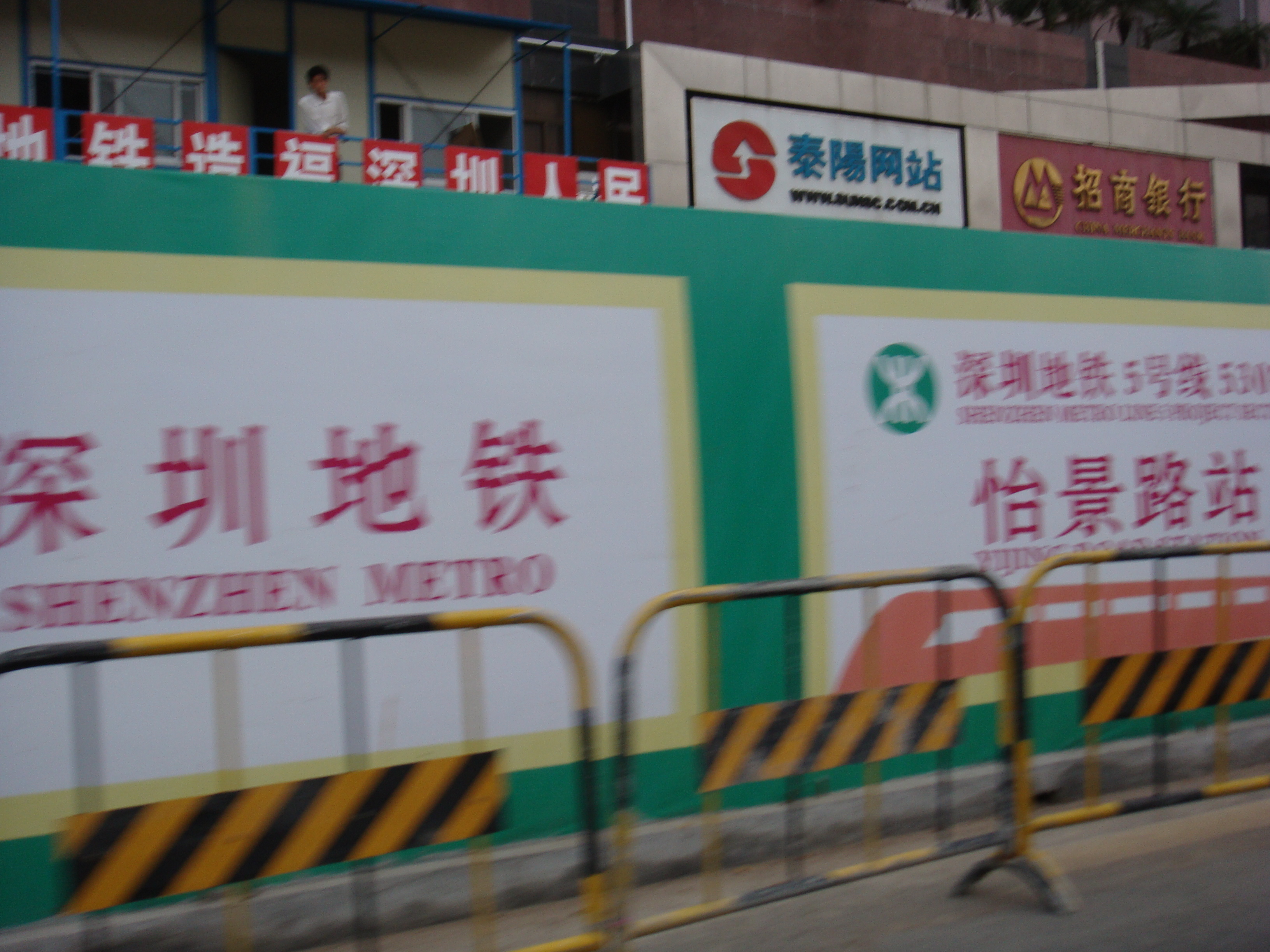
图为深圳地铁五号线怡景站围墙

怡景路是中国广东省深圳市罗湖区黄贝街道的一条路，连接了莲塘街道和黄贝街道，长度约1千米。该路共有2个公共汽车站，分别是：峰景台、怡景花园。深圳地铁环中线的怡景站在怡景路和黄贝路交界处。该路和黄贝路组成了一个十字路口。